# Rhinopalpa epicallonice
Rhinopalpa epicallonice är en fjärilsart som beskrevs av Van Eecke 1914. Rhinopalpa epicallonice ingår i släktet Rhinopalpa och familjen praktfjärilar. Inga underarter finns listade.